# FAST Racing League
『FAST Racing League』は、ドイツのゲームソフト開発会社Shin'en Multimediaが開発・発売したWii（Wiiウェア）用レースゲーム。
本稿では、シリーズ作品の『FAST Racing NEO』、『FAST RMX』、『FAST Fusion』についても記述する。

## 概要
舞台となる2112年の世界で大衆が魅了されている超高速レースに参加して優勝を目指す。プレイヤーは反重力技術により地面から浮いたマシンを操作し、路面上のギミックを駆使しながら、路面が大きく捻じ曲がっていたり途中で途切れたりしているなどの非現実的なコースを攻略していく。作品内では、ドライバーなどの人物は登場しない。
本作のゲームシステムや世界観などは、任天堂のレースゲーム『F-ZERO』シリーズとの類似性がしばしば指摘される。開発元のShin'en Multimediaは、お気に入りの任天堂ソフト『ウェーブレース64』をはじめこれまで様々なレースゲームをプレイしてきたがそれらとは異なることをする必要があると学んだといい、過去のSFレースゲームとはあまり共通点はないと思うと語っている。

## システム
1人用モードでは、難易度（「Neutron」「Proton」「Ion」）、参加するリーグ（「Shima」「Siberia」「Sunahara」）、車体（6台の中から1台）を選択し、リーグ内で4コースを連戦して優勝を目指す。1コースを3周しゴール後に順位に応じた得点が加算、4コース終了時点での合計得点を競うことになる。なお、初期状態では選択可能なものが限られ、リーグで好成績を残すごとに順次解禁される。
画面左下には10に区切られたエネルギーゲージが表示されており、スタート時には5つ分が満たされている。ゲージはコース上の各所にある球体（energy item）を取得すると1つ増える。ゲージを5つ消費することにより瞬間的に加速できる。
車体は白い状態（white phase）と黒い状態（black phase）を切り替える機能があり、ゲージを1つ消費すると車体の色が変化する。コース上に配置されているジャンプエリアや加速エリアなどの仕掛けには白黒いずれかの色が付いており、車体と同色の場合のみそれらを使用できる。
このほか、各コースのタイムアタックを行う「FAST Records」モード、課された条件の達成を目指してコースを走行する「Challenges」モード、画面を分割し最大4人で同時プレイできる「Multiplayer」モードなどがある。

## FAST Racing NEO
2015年にWii U用ソフトとして発売されたシリーズ2作目。日本版の発売元はアークシステムワークスが担当している。
前作『FAST Racing League』と比較して、コースの数が4カップ（リーグ）×4に、選択可能な車体が10にそれぞれ増加したほか、新規要素として、超高難度の「HERO」モードや最大8人で対戦できるオンラインモードが追加された。また、2016年9月30日配信の有料DLC「NEO Future Pack」の購入により、2つの新規カップなどの要素が追加される。
加速時に消費するゲージの仕様は前作と類似しているが、前作と違い、コース上の仕掛けを利用するための車体フェーズ（色）の切り替え時には消費されない。なお、前作のフェーズは白と黒だったが、本作では青とオレンジに変更されている。
任天堂のヨーロッパ法人が実施していた、Wii U向けダウンロード専用インディーゲームをパッケージソフト化する取り組み「Nintendo eShop Selects」の対象ソフトとして、本作のパッケージ版が2016年9月30日に発売された。この中には、同日に配信された上述のDLCも含まれている。

## FAST RMX
2017年にNintendo Switch用ソフトとして発売されたシリーズ3作目。北アメリカ、ヨーロッパ、オセアニアでは、Nintendo Switch本体の発売日と同日の2017年3月3日に配信を開始している。
選択可能な車体は前作『FAST Racing NEO』の10台から15台に増加した。また、前作までは1カップで4コースを連戦していたが今作では3コースになり、一方でカップ数が増加している。コースは前作の全24種類をほぼそのまま収録しているほか新たに6種類が追加され、さらに2017年9月13日配信の無料アップデートにより、既存の2コースを組み合わせて1コースとした構成の6種類が追加された。日本では、この配信と同時（日本時間では9月14日）に発売が行われた。

## FAST Fusion
2025年にNintendo Switch 2用ソフトとして発売されたシリーズ4作目。Nintendo Switch 2本体の発売日と同日の2025年6月5日（ローンチタイトル）にシリーズで初めて全世界での同時リリースされた。